# Bathyphantes setiger
Bathyphantes setiger es una especie de araña del género Bathyphantes, familia Linyphiidae. Fue descrita científicamente por F. O. Pickard-Cambridge en 1894.
Se distribuye por Reino Unido de Gran Bretaña e Irlanda del Norte, Suecia, Finlandia, Noruega, Canadá, Bélgica, Suiza, Estonia, Francia, Federación Rusa, Alemania, Dinamarca, Países Bajos, Polonia y Austria. La especie se mantiene activa durante todos los meses del año excepto en diciembre.